# Life Is Strange
Life Is Strange (с англ. — «Жизнь — странная штука») — эпизодическая компьютерная игра с элементами приключения в жанре интерактивного кино, разработанная французской компанией Dontnod Entertainment и изданная Square Enix на платформах Android, Microsoft Windows, PlayStation 4, PlayStation 3, Xbox One и Xbox 360. Выпуск состоялся 30 января 2015 года. Feral Interactive выпустил Life Is Strange: The Complete Season для macOS и Linux 19 декабря 2017 года. Игра является вторым проектом студии Dontnod Entertainment. Игра состоит из пяти эпизодов, выпущенных в период с января по октябрь 2015 года.
На выставке «E3 2017» 12 июня 2017 года был анонсирован приквел к игре под названием Life Is Strange: Before The Storm, выпуск которого состоялся 31 августа 2017 года.
12 декабря 2017 было объявлено, что игра будет перевыпущена под мобильные платформы iOS и Android с модифицированным движком Unreal 4 и интерактивным режимом фотографии, причем первые 3 эпизода под iOS стали доступны уже 14 декабря 2017. 28 марта 2018 в App Store появились заключительные 4 и 5 эпизоды под iOS. 18 июля 2018 игра стала доступна в Google Play для пользователей Android.
В ноябре 2018 года издательство «Тайта-Комикз» начало издавать серию комиксов Эммы Вицели, представляющих собой сиквел одной из концовок игры.
26 сентября 2018 года вышла следующая часть игры — Life Is Strange 2.
30 сентября 2021 года планировалось переиздание под названием Life is Strange Remastered с обновленной графикой и анимацией, но 11 августа стало известно, что выпуск был отложен до начала 2022 года. Релиз ремастера состоялся 1 февраля 2022 года.

## Игровой процесс
Life Is Strange — графическая приключенческая игра с видом от третьего лица в жанре интерактивного кино, разделённая на пять эпизодов. Игровой мир представлен линейными локациями со множеством необязательных для взаимодействия персонажей и предметов. Главная героиня комментирует почти каждое такое взаимодействие. Диалоги, подобно другим играм этого жанра, имеют несколько вариантов ответа. Но ключевой особенностью игры является способность игрока поворачивать время вспять на небольшой отрезок времени, что позволяет либо выбрать верный вариант, либо открыть новый. Также в игре присутствуют элементы квеста: небольшие головоломки, завязанные на использовании паранормальной способности для достижения определённого места или получения некоего предмета.

## Разработка
Разработка Life Is Strange началась в апреле 2013 года французской студией Dontnod Entertainment. Эпизодический формат был выбран по творческим причинам и в связи с финансовыми ограничениями. Идея игровой механики, завязанной на манипуляции со временем, пришла к разработчикам ещё когда они экспериментировали во время разработки первой игры студии Remember Me, чем они хотели выделить повествование игры и развитие персонажей среди других игр жанра графического приключения. Сами разработчики отметили, что «выбор и следствие в равной степени сыграют свою роль в дальнейшей развязке сюжета».
Один из основателей студии Жан-Максим Морис поделился, что при конструировании сеттинга и создании художественного стиля игры они вдохновлялись Тихоокеанским Северо-Западом — северо-западным регионом Северной Америки на берегу Тихого Океана. В игре разработчики хотели воспроизвести именно это место, «придав ностальгичность и осеннюю атмосферность и в цвете, и в окружающем мире». Для наиболее точного воспроизведения окружения команда отправилась туда, чтобы сделать ряд фотографий и набросков. Позднее они проконсультировались с командой Google Street View, чтобы убедиться в качестве проделанной работы. Ещё одним источником вдохновения для разработчиков послужил роман Джерома Сэлинджера «Над пропастью во ржи», и главная героиня Макс Колфилд была названа в честь главного героя романа Холдена Колфилда.
Несмотря на присутствие в игре сверхъестественных явлений, разработчики стремятся к реализму, поэтому «данные элементы больше служат метафорой внутреннего конфликта персонажей, нежели реалиями тамошнего мира». Не беря во внимание внешние различия Life Is Strange и предыдущей игры студии Remember Me, Морис заявил, что в них рассматриваются аналогичные темы: память и самоопределение, и уточнил, что «если Remember Me рассматривает человеческую память с цифровой точки зрения, то Life is Strange скорее с аналоговой».
Игра работает на движке Unreal Engine 3.5 и использует наработки студии, применённые в Remember Me. При перемотке времени назад игроком используются особые визуальные эффекты, такие как пост-обработка, двойная экспозиция и другие. Все используемые в игре текстуры нарисованы вручную, чтобы добиться эффекта (по словам соруководителя студии Мишеля Коха) «импрессионистической визуализации».
Life Is Strange — это вторая игра студии, в которой главным героем выступает персонаж женского пола, что вызвало негодование у издателей, которые хотели видеть на месте главного героя мужчину. Морис ответил на это, что студия не имеет никаких намерений выделиться данным образом, и что они просто выбирают наиболее подходящие для истории решения. По мнению Мишеля Коха, пол главного героя не имеет абсолютно никакого значения при создании хорошей истории.

## Эпизоды

### Синопсис
Действие игры происходит в октябре 2013 года. После пяти лет отсутствия 18-летняя Максин (Макс) Колфилд возвращается в родной город Аркадия-Бэй в штате Орегон, где её приняли в престижную Академию Блэквелл. Здесь она встречает свою давнюю подругу Хлою Прайс, отец которой погиб в автокатастрофе незадолго до переезда Макс в Сиэтл. После отъезда Макс, убитая горем Хлоя нашла поддержку в лице девушки Рэйчел Эмбер, которая таинственно исчезает за полгода до возвращения Макс.

### Эпизод 1 — «Chrysalis» (рус. «Хризалида»)
| Сводный рейтинг       | Сводный рейтинг                                         |
| Агрегатор             | Оценка                                                  |
| --------------------- | ------------------------------------------------------- |
| GameRankings          | (PC) 78,07 % (PS4) 77,66 % (PS3) 83,33 % (XONE) 79,07 % |
| Metacritic            | (PC) 77 (PS4) 75 (XOne) 77                              |
| Иноязычные издания    |                                                         |
| Издание               | Оценка                                                  |
| Destructoid           | 8,5/10                                                  |
| IGN                   | 6,5/10                                                  |
| Polygon               | 8/10                                                    |
| Русскоязычные издания |                                                         |
| Издание               | Оценка                                                  |
| «IGN Россия»          | 8/10                                                    |
| «Игромания»           | 8,5/10                                                  |
| «Канобу»              | 8/10                                                    |

#### Сюжет
Действие первого эпизода происходит в понедельник (7 октября). Макс Колфилд приходит в себя в ночном лесу во время шторма, не понимая происходящего. Она пробирается через чащу к вершине утёса, где находится прибрежный маяк. Там Макс видит гигантский торнадо, после чего верхушка маяка падает рядом с ней. На этом кошмар резко обрывается, и Макс обнаруживает себя за партой на лекции в школе. Она понимает, что ей приснился кошмар. На перемене она идёт в уборную, где решает сфотографировать бабочку в самом углу помещения. В этот момент в туалет заходит её сверстник, заносчивый отпрыск из местной богатой семьи, Нейтан Прескотт, который очень возбуждён и сильно нервничает. Макс не хочет с ним пересекаться, поэтому прячется за кабинкой. Затем в уборную заходит синеволосая девушка-неформалка и шантажирует Нейтана, обещая всем рассказать какой-то секрет, если он ей не даст денег, и между ними разгорается конфликт. Разозлившись, Нейтан достаёт пистолет и после угроз случайно стреляет в девушку. Макс поздно выскакивает из укрытия, чтобы помешать ему, но неожиданно время начинает идти вспять, и Макс опять попадает в класс в момент пробуждения после кошмара. Девушка понимает, что каким-то образом умеет управлять временем. Проверив способности, Макс возвращается на место события и предотвращает убийство, своевременно нажав на кнопку пожарной тревоги.
Чуть позже, после череды событий, где она испытывает свою новую способность, Макс приходит на встречу к своему другу Уоррену Грэму. Она хочет рассказать ему о том, что случилось, но их грубо прерывает Нейтан, который догадался, что она была тогда в туалете и видела его с пистолетом. Уоррен заступается и они с Нейтаном дерутся, после чего к ним подъезжает на машине та самая синеволосая девушка, в которой Макс с удивлением узнаёт свою давнюю подругу Хлою Прайс и запрыгивает к ней в машину. Хлоя везёт Макс к себе домой, и параллельно раскрывается история их дружбы. В детстве они были близкими подругами, но в 2008 году отец Хлои Уильям погиб в автокатастрофе. Его смерть, а затем и отъезд Макс (чья семья переехала в Сиэтл и постепенно их общение сошло на нет) полностью перевернули жизнь Хлои — из весёлой дружелюбной девочки и преуспевающей ученицы она превратилась в никого не слушающуюся хулиганку, часто попадающую в поле зрения местной полиции за вандализм и исключённую из Блэквелла за неуспеваемость и нарушение дисциплины. Однако ещё до этого она близко подружилась там с Рэйчел Эмбер, с которой планировала вместе сбежать в Калифорнию, но за полгода до возвращения Макс Рэйчел таинственно исчезла. Ранее в игре Макс постоянно натыкается на объявления о пропаже Рэйчел и теперь выясняет, что эти объявления развешивает Хлоя, потому что боится, что Рэйчел никогда не найдут: спустя полгода у полиции нет ни единой зацепки.
Одновременно Хлоя рассказывает Макс, что Нейтан продаёт в Блэквелле наркотики, маскируя их под снотворное, и что один раз она попыталась напоить его, чтобы украсть у него деньги (на которые они с Рэйчел хотели уехать), но вместо этого он накачал её наркотиками до потери сознания, а когда она очнулась, то обнаружила, что лежит на полу, а Нейтан ползает вокруг неё с камерой. Тогда, в туалете, Хлоя хотела шантажировать этим Нейтана. В доме Прайсов Макс понимает, что последнюю лепту в теперешнее поведение Хлои внесло замужество её матери Джойс за начальником службы безопасности Блэквелла Дэвидом Мэдсеном, который постоянно придирается к студентам. После конфликта с Дэвидом Хлоя и Макс покидают дом. Хлоя решает отвезти Макс к местному маяку, где она часто бывала с отцом. Приехав туда Макс с беспокойством обнаруживает, что это тот самый маяк из её сна. Когда девушки садятся у его подножья и смотрят на открывшуюся в лучах заката панораму Аркадии-Бэй, Хлоя в сердцах говорит, что мечтает взорвать этот город, потому что он отнял у неё самых дорогих ей людей. Неожиданно у Макс снова случается видение, где она видит всё тот же торнадо, разрушающий город, но на этот раз ей попадается газета с датой «11 октября», до которой осталось четыре дня. Очнувшись, она рассказывает Хлое о своих способностях, но та ей не верит. Внезапно начинает идти снег и Макс понимает, что это признак надвигающегося шторма. Хлоя просит её рассказать снова обо всём с самого начала.

#### Критика
На агрегаторе Metacritic эпизод получил следующие показатели: 77 баллов на PC, 75 на PlayStation 4 и 77 на Xbox One. Веб-сайт GameRankings показал схожие результаты: 78,07 % на PC, 77,66 % на PS4 и 79,07 % на Xbox One. В рецензиях от различных издателей игра тоже получила высокие оценки.
В рецензии от Kanobu.ru Станислав Погорский отмечает, что набор персонажей небольшого американского городка Аркадии-Бэй крайне типичен, но подчёркивает, что вся шаблонность массовки быстро переходит на второй план перед главной интригой похищения Рэйчел Эмбер. Вдобавок к этому игру приправляет новый эксперимент студии Dontnod со временем, которая, помня идею манипулирования воспоминаниями людей из Remember Me, предоставляет возможность возврата времени подобно «Эффекту Бабочки». Но главным достоинством игры рецензент считает не механику игрового процесса, а проработанность локаций и насыщенность мира. В публикации «Игромании» также затрагивается новая механика взаимодействия Life Is Strange, которая в отличие от, например, Heavy Rain или The Walking Dead не просто даёт выбор дальнейших действий, но и возможность вернуть время назад и выбрать наиболее подходящий вариант. Игра предоставляет возможность просмотреть все доступные варианты событий, после чего взвешенно принять решение. Ещё одна сторона игры — обилие отсылок к различным произведениям и явлениям массовой культуры, по мнению рецензента журнала Яна Кузовлева, одновременно является и плюсом, и минусом, так как многое рискует остаться не дошедшим до игрока. В обзоре от «IGN Россия» Олег Зайцев высказывает мнение, что по первому эпизоду сложно и ошибочно судить об общих элементах игры. Далее он заявляет, что созданные сюжетные линии паранормальных способностей, исчезновения девушки и взросления главной героини могут легко объединиться в одну, но, как отмечает рецензент, «нет никаких гарантий, что детектив, мистика и подростковая мелодрама в итоге сольются во что-то прекрасное».

### Эпизод 2 — «Out of Time» (рус. «Вне времени»)
| Сводный рейтинг    | Сводный рейтинг                                         |
| Агрегатор          | Оценка                                                  |
| ------------------ | ------------------------------------------------------- |
| GameRankings       | (PC) 80,29 % (PS4) 78,86 % (PS3) 77,50 % (XONE) 71,90 % |
| Metacritic         | (PC) 77 (PS4) 78 (XOne) 73                              |
| Иноязычные издания |                                                         |
| Издание            | Оценка                                                  |
| IGN                | 7/10                                                    |
| Polygon            | 8,5/10                                                  |

#### Сюжет
Сюжет второго эпизода начинается утром вторника (8 октября). Макс узнаёт, что тихоню из её класса Кейт Марш обманом заманили на тусовку местного академклуба «Циклон» и напоили там, после чего кто-то заснял на камеру, как накачанная Кейт делает развратные вещи, и выложил запись в сеть. Положение осложняется тем, что Кейт из религиозной семьи и с соответствующим воспитанием, из-за чего она не знает, куда деться от стыда. Макс решает помочь ей и Кейт рассказывает, что после одурманивания она почувствовала себя так плохо, что Нейтан вызвался отвезти её в больницу, но всё, что Кейт помнит дальше, это то, что он привёз её в какую-то белоснежную комнату, после чего она отключилась и пришла в себя только в своей комнате в общежитии. Обе приходят к выводу, что скорее всего Нейтан и одурманил её, но доказать это невозможно. Позже Макс получает от Хлои СМС с приглашением встретиться в закусочной «Два кита», где работает её мать, и где Макс полностью раскрывает перед подругой потенциал своих способностей: угадывает, что у Хлои в карманах и предсказывает будущее на 30 секунд вперёд. Хлоя поражена суперспособностями Макс, она загорается идеей «поиграть» с ними и ведёт Макс в своё «убежище» пострелять по бутылкам из украденного у отчима пистолета. «Убежищем» оказывается заброшенная свалка, где Хлоя часто проводила время с Рэйчел.
В какой-то момент Макс становится нехорошо и она падает в обморок, во время которого ей опять видится маяк и бушующий ураган. Когда она приходит в себя, то неожиданно на свалку приходит наркоторговец Фрэнк Бауэрз, которому Хлоя задолжала денег, и у которого она видит на руке браслет Рэйчел, но Фрэнк отвечает, что Рэйчел просто подарила ему его. Хлоя и Макс идут гулять по проходящей рядом железнодорожной ветке. Хлоя предаётся мечтам и говорит, что если бы с ними была сейчас Рэйчел, то у них была бы отличная команда. Через какое-то время Макс вынуждена использовать свои способности, потому что к ним приближается поезд, а нога Хлои застряла в стрелочном переводе.
Вернувшись через какое-то время в Блэквелл, Макс видит, как Кейт Марш уходит в сторону общежития в слезах, потому что видеоролик и издевательства по этому поводу подкосили психику верующей девушки. Ещё через какое-то время в класс Джефферсона, где в этот момент занимается Макс, вбегает старшеклассник Закари Риггинз с криком, что что-то происходит возле общежития. Там Макс с ужасом видит, как Кейт Марш прыгает с крыши общежития. Она несколько раз отматывает время, чтобы это предотвратить, но в панике обнаруживает, что за текущий день так часто применяла свои способности, что её организм перенапрягается и всё, что Макс удаётся сделать, это на краткий период остановить время и успеть добраться на крышу к Кейт до того, как она спрыгнет. В зависимости от предыдущих действий игрока и выбранных реплик Кейт решает, прыгать или отказаться от решения.
Независимо от этого, конец эпизода происходит в кабинете директора, в котором Макс должна решить, кого обвинить в попытке самоубийства Кейт: Нейтана (так как это явно он одурманил девушку и не оказал ей помощь), Дэвида (ранее в игре Макс видит, как он делает Кейт грубый выговор) или их учителя Марка Джефферсона (который стал последней каплей, так как в последнюю минуту Кейт пыталась обратиться к нему за помощью, но он не воспринял её всерьёз). Директор либо временно исключает Нейтана из академии, либо отстраняет Дэвида от работы, либо снимает Джефферсона с роли представителя Блэквелла на конкурсе «Герой Дня». Если Макс не рассказала директору правду о Нейтане, при этом Дэвид будет считать, что в комнате Хлои она курила траву, то она тоже будет отстранена от занятий. Затем Макс и Уоррен сидят на ступеньках академии, обсуждая произошедшие события, и наблюдают неожиданное солнечное затмение.

#### Критика
В целом, второй эпизод также получил позитивные отзывы. Агрегатор Metacritic установил следующие баллы: 77 на PC, 78 на Playstation 4 и 73 балла на Xbox One. На GameRankings игра имеет более высокие результаты: 80,29 % на PC, 78,86 % на PS4, 71,90 % на Xbox One.

### Эпизод 3 — «Chaos Theory» (рус. «Теория хаоса»)
| Сводный рейтинг | Сводный рейтинг                                         |
| Агрегатор       | Оценка                                                  |
| --------------- | ------------------------------------------------------- |
| GameRankings    | (PC) 76,33 % (PS4) 80,47 % (PS3) 77,50 % (XONE) 83,00 % |
| Metacritic      | (PC) 80 (PS4) 81 (XOne) 80                              |

#### Сюжет
Начинается эпизод ночью со вторника на среду (8—9 октября). Макс и Хлоя поздно ночью пробираются в кабинет ректора Рэя Уэллса, чтобы найти материалы по Рэйчел, потому что им кажется, что случай с Кейт с ней связан — Рэйчел была членом клуба «Циклон», на вечеринке которого опоили Кейт. Копаясь в файлах, они находят в личной папке Нейтана документы, показывающие, что парень имеет большие проблемы с обострённым психозом (и даже наблюдался у психиатров) и что Уэллс знает про его наркоторговлю, но всё компенсируется родителями Нейтана — его отец Шон является одним из владельцев Блэквелла и его крупным меценатом. Там же Макс и Хлоя находят рисунки-каракули Нейтана, сопровождающиеся одной постоянной фразой «Рэйчел в Тёмной комнате» (Rachel in the Dark Room — непереводимая игра слов Dark Room (тёмная комната) и Darkroom (проявочная)).
Хлоя предлагает Макс искупаться в бассейне Блэквелла, однако там их чуть не ловит Дэвид Мэдсен. Поскольку после случая с Кейт он теперь бдительно охраняет территорию, то Макс решает переночевать у Хлои дома. Утром она обнаруживает, что её одежда пропахла хлоркой, и тогда Хлоя даёт ей оставленную у неё одежду Рэйчел. Позже за завтраком мать Хлои Джойс показывает ей альбом с детскими фотографиями дочери и отдаёт Макс на память один полароидный снимок, на котором Макс и Хлоя сфотографированы вместе в тот самый день, когда погиб Уильям (снимок сделал он). Джойс говорит, что эта фотография была последним случаем, когда она видела, как Хлоя по-настоящему счастлива. Позже Макс с помощью Хлои удаётся проникнуть в их гараж, где Дэвид устроил себе кабинет. Там она обнаруживает ноутбук Дэвида, в котором обнаруживает, что Дэвид тотально следит за учениками Блэквелла, в том числе он следил и за Рэйчел Эмбер до её исчезновения. Там же она находит записи, из которых узнаёт, что до исчезновения Рэйчел часто наведывалась в домик на колёсах Фрэнка Бауэрза.
Используя свои способности, Макс удаётся взять у Фрэнка ключи от его фургона, и они с Хлоей проникают туда, где Макс находит тайник с фотографиями, из которых выясняется, что Фрэнк и Рэйчел были любовниками. Это очень сильно расстраивает Хлою. У неё появляется подозрение, что Рэйчел обманула её и сама сбежала в Калифорнию (так как Фрэнк говорит, что он тоже не знает, куда делась Рэйчел). В сердцах Хлоя вываливает на Макс кучу обид, главным виновником в которых считает своего отца за то, что тот погиб. Позже Макс возвращается в общежитие и в своей комнате смотрит на ту самую детскую фотографию, которую ей дала Джойс. Неожиданно фотография начинает реагировать (на ней появляются блики, как при перемещении во времени), и Макс слышит голоса, казалось, издаваемые фотографией. Макс всматривается в снимок и в итоге перемещается на целых 5 лет в прошлое в день гибели Уильяма, но при этом сохраняет свой разум из настоящего. Она вспоминает, что Уильям сел тогда за руль, потому что хотел забрать Джойс с работы. Макс прячет ключи от его машины и уговаривает Уильяма поехать на автобусе, тем самым «отменив» его смерть. Далее следует ролик с фотографиями, изображающими ключевые моменты в жизни Прайсов, которые начинают меняться на противоположные: вместо похорон Уильяма, венчания Джойс с Дэвидом и бунтующей Хлои демонстрируется счастливая семья, где Хлоя (без выкрашенных в синий цвет волос) получает на 16-летие в подарок машину.
Далее Макс вновь оказывается в настоящем, но с разительными изменениями: она член клуба «Циклон», относящаяся к ней с презрением элита клуба Виктория Чейз и сам Нейтан теперь её лучшие друзья, а Уоррен встречается с их одноклассницей Стеллой Хилл. В шоке от того, что она изменила, Макс хочет быстрее найти Хлою. Она садится в школьный автобус, чтобы ехать к Прайсам и видит, что в этой реальности Дэвид работает водителем автобуса. Во время поездки она и другие пассажиры автобуса видят новый феномен: на берегу бухты Аркадии-Бэй лежат множества выбросившихся на берег китов. Дома у Прайсов её встречает живой Уильям и почти полностью парализованная Хлоя в инвалидном кресле.

### Эпизод 4 — «Dark Room» (рус. «Проявочная»)
| Сводный рейтинг | Сводный рейтинг                                         |
| Агрегатор       | Оценка                                                  |
| --------------- | ------------------------------------------------------- |
| GameRankings    | (PC) 80,33 % (PS4) 83,29 % (PS3) 65,00 % (XOne) 77,22 % |
| Metacritic      | (PC) 76 (PS4) 81 (XOne) 74                              |

#### Сюжет
Эпизод начинается в альтернативной реальности вечером среды (9 октября). Макс и Хлоя гуляют по побережью, и Хлоя рассказывает о своей трагедии. Она попала в аварию на машине, которую ей подарил Уильям, и теперь парализована от шеи. Также Макс выясняет, что в этой временной линии Рэйчел Эмбер всё равно не найдена, но при этом Хлоя не была её близкой подругой. Дома у Прайсов Макс с горечью понимает, что здоровье Хлои не единственное, что она поменяла в её жизни: несмотря на то, что Хлоя была прилежной ученицей и могла учиться в более престижном, чем Блэквелл, университете, Уильям и Джойс теперь тратят все силы и деньги на то, чтобы облегчить ей жизнь, из-за чего у Прайсов уже начались проблемы с оплатой долгов и налогов. Девушки проводят вечер за просмотром фильма «Бегущий по лезвию». На следующее утро Хлоя и Макс просматривают свои детские фотографии, среди которых есть та самая фотография, сделанная Уильямом в день трагедии. Здесь Хлоя неожиданно признаётся, что на самом деле медленно умирает, а лекарства и прочие удобства только оттягивают неизбежное. Она просит Макс убить её передозировкой морфия. Вне зависимости от выбора игрока, Макс после этого берёт фотографию и снова на ней фокусируется. Она возвращается в прошлое и решает оставить всё как было, тем самым «убив» Уильяма. Но прежде чем вернуться в настоящее, она сжигает снимок Уильяма и говорит Хлое, что, что бы в её жизни ни случилось, она всегда будет о ней помнить.
Снова демонстрируются фотографии с предыдущими ключевыми событиями из жизни Хлои, которые меняются на прежние. Вернувшись в настоящее, Макс обнаруживает себя в комнате Хлои и видит за столом прежнюю Хлою, и не может сдержать чувств, чем сильно удивляет подругу. Из смс-сообщений выясняется, что пока Макс была в другой реальности, Хлоя извинилась за своё поведение накануне и предложила на всю ночь заняться расследованием найденных зацепок, чтобы раскрыть тайну исчезновения Рэйчел. Макс не рассказывает ей о произошедшем. Девушки находят секретные материалы в гараже Дэвида, касаемые Кейт Марш, и все найденные зацепки они наглядно раскладывают в комнате Хлои. Затем они отправляются в общежитие для мальчиков (если Кейт осталась жива, то перед этим они навещают её в больнице), где Макс проникает в комнату Нейтана и находит его тайный мобильник. Когда они уходят, то натыкаются на самого Нейтана, который угрожает им пистолетом, но их спасает Уоррен, избив при этом Нейтана. Следующая цель — список клиентов Фрэнка Бауэрса. В зависимости от действий игрока и выбранных веток диалога, либо Фрэнк соглашается с доводами девушек и добровольно отдаёт им список, либо Хлоя убивает его из пистолета в целях самозащиты, либо он остаётся жив, но получает ранение в ногу из пистолета, либо от своего же ножа (во всех случаях это завершается тем, что девушки получают список).
Сложив все улики воедино, они находят старый амбар Прескоттов, куда Нейтан отвёз одурманенную Кейт в ночь злополучной вечеринки. В амбаре обнаруживается замаскированный спуск в секретный бункер, который оборудован под целую фотостудию. Там они находят папки со зловещими фотосессиями жертв, среди которых есть папки с именами Рэйчел, Кейт и Виктории. В папках Рэйчел и Кейт находятся фотографии накачанных наркотиками девушек, но папка Виктории пуста, и Макс с Хлоей решают, что Виктория — следующая жертва. В папке Рэйчел они находят фотографию, где Рэйчел лежит без сознания или мёртвая вместе с позирующим Нейтаном на той свалке, где Хлоя испытывала способности Макс. Они несутся туда и к своему ужасу находят на том месте, где был сделан снимок, зарытые останки Рэйчел.
Хлоя полна желанием заставить Нейтана ответить за всё и, проигнорировав предложение Макс обратиться в полицию, идёт на вечеринку «Конец света», которая проходит в зале бассейна Блэквелла. Тем временем в небе происходит очередное необычное явление — двойная луна. На вечеринке Нейтана нет, но есть Виктория. Игрок может предупредить Викторию (в зависимости от предыдущих действий, она может поверить или нет) или же не предупреждать. На вечеринке присутствует и мистер Джефферсон, который объявляет Викторию победительницей конкурса «Герой дня». Она же в свою очередь посвящает свою победу Кейт Марш. Хлоя получает сообщение от Нейтана, что он собирается спрятать все улики, и они с Макс спешат на свалку, полагая, что Нейтан хочет забрать останки Рэйчел. Однако там оказывается, что останки всё ещё на месте. Внезапно кто-то резко вкалывает в шею Макс некое вещество, отчего она мгновенно слабеет и не в силах отмотать время и пытается хотя бы голосом предупредить подругу. Хлоя оборачивается, но тут же получает смертельный выстрел в голову. Макс успевает увидеть того, кто это сделал — мистер Джефферсон, — после чего теряет сознание.

### Эпизод 5 — «Polarized» (рус. «Поляризованные»)
| Сводный рейтинг | Сводный рейтинг                                         |
| Агрегатор       | Оценка                                                  |
| --------------- | ------------------------------------------------------- |
| GameRankings    | (PC) 80,29 % (PS4) 83,46 % (PS3) 65,00 % (XOne) 80,00 % |
| Metacritic      | (PC) 83 (PS4) 81 (XOne) 80                              |

#### Сюжет
Макс, будучи привязанной к стулу, приходит в себя в фотостудии в бункере под амбаром Прескоттов (рядом с ней, в зависимости от действий игрока, может лежать связанная Виктория). Используя свои способности и лежащие поблизости фотографии Макс узнаёт, что какое-то время назад Джефферсон её фотографировал, когда она была под действием наркотиков. Макс немного удаётся изменить ход времени — ей удаётся переместиться в момент до очередного укола и вызвать Джефферсона на разговор, из которого выясняется, что у Джефферсона есть фотострасть на тему «невинность, переходящая в страх». Поскольку профессиональные модели кажутся ему высокомерными, то Джефферсон заманивал в эту студию обычных девушек, одурманивал их наркотиками и снимал, пока они были невменяемы. Далее он рассказывает, что обделённый отцовской любовью Нейтан Прескотт нашёл в лице Джефферсона поддержку (ради чего его отец Шон раскошелился на то, чтобы для Джефферсона в бункере была оборудована фотостудия) и в итоге начал ему подражать — Джефферсон даже говорит, что у Нейтана выработался свой стиль в фотографиях. Однако с Рэйчел Эмбер вышел прокол — Нейтан не рассчитал дозу наркотика и Рэйчел умерла. Сильно травмированный этим Нейтан, у которого и до этого наблюдались психические проблемы, в итоге стал постепенно сходить с ума. Затем Джефферсон сообщает, что Нейтан уже мёртв и тело его никто не найдёт — поиски Макс и Хлои в итоге довели его психику до последней стадии накала, из-за чего он уже готов был во всём признаться окружающим, поэтому Джефферсон решил его устранить (для всех Нейтан уехал из Аркадии-Бэй на автобусе в неизвестном направлении). Здесь же выясняется, что в фотостудии ведется круглосуточное видеонаблюдение, поэтому Джефферсон знает, что Макс и Хлоя были тут, так он их и вычислил. Макс уговаривает Джефферсона показать ей её дневник, в котором лежит фотография-селфи, сделанная в тот самый день на его занятии, когда она обнаружила в себе эти способности. Оказавшись в классе Джефферсона, она посылает по телефону сообщение Дэвиду Мэдсену с обвинением Джефферсона, затем объясняет Виктории в очень завуалированной форме, почему ей не следует выкладывать в Сеть видео с Кейт Марш, а после отдаёт один из своих снимков Джефферсону для будущего фотоконкурса. Снова следует видеоряд с меняющимися фотографиями событий: полиция арестовывает Джефферсона прямо в Блэквелле, Кейт Марш не пытается покончить с собой, Хлоя не погибает, полицейские по наводке Дэвида находят тело Рэйчел Эмбер на свалке, а Макс побеждает в фотоконкурсе.
Вместо проявочной она приходит в себя в самолёте, который летит в Сан-Франциско на выставку, где представлена её фотография. По смс-сообщениям Макс узнаёт, что Хлоя жива, а из газеты из Аркадии-Бэй выясняет, что Дэвид образцово выполнил свою работу. Из смс также можно узнать, что в этой временной линии Хлоя изменила к Дэвиду своё отношение и они теперь настоящая семья. Однако у неё снова идёт кровь из носа от напряжения — она всё ещё между реальностями. Снова меняющееся фото — вместо привязанной к стулу в проявочной перед своим дневником, Макс прибывает в выставочную галерею Сан-Франциско. В настоящем Макс приходит в себя в холле выставки победителей конкурса. Макс подходит к своему снимку, после чего у неё опять начинает течь кровь из носа, на мгновение девушка отключается, и к ней вновь приходит видение торнадо, разрушающего город. Увидев 6 пропущенных звонков от Хлои, она узнаёт, что торнадо уже в городе, а сама Хлоя застряла где-то на пляже. Макс решает, что нужно исправить всего одну маленькую деталь — вернуться назад ещё раз с помощью снимка в галерее и порвать его сразу после съёмки, чтобы остаться в Аркадии-Бэй. Но что-то идёт не так — всё вокруг Макс начинает плавиться, после чего снова меняющийся фоторяд показывает, что Макс не выбросила обрывки снимка, а спрятала их в дневнике. Когда Макс приходит в себя, она снова оказывается в фотостудии и с ужасом обнаруживает, что изначальная временная ветка в итоге изменилась: когда Джефферсон подал ей дневник, то он нашёл обрывки снимка и в ярости сжёг дневник, что в свою очередь стёрло временную ветку с победой в конкурсе. Если Джефферсон схватил Викторию, то здесь он скажет, что она тоже уже мертва. По звукам снаружи становится понятно, что торнадо уже рядом с городом. Джефферсон собирается убить и Макс, вколов ей смертельную дозу, но тут в фотостудию врывается Дэвид Мэдсен. Макс, используя свои способности, удаётся предупредить его о засаде Джефферсона, и он его оглушает фотокамерой, либо самой помешать Джефферсону убить Дэвида. Освобождая Макс, Дэвид признаётся, что он давно следил за Джефферсоном, но не мог к нему подступиться — именно поэтому он следил за другими учениками. Макс не говорит Дэвиду про смерть Хлои или же говорит — в зависимости от действий игрока Дэвид либо просто связывает, либо в ярости убивает Джефферсона на месте, — но вспоминает про снимок Уоррена, сделанный на парковке в тот вечер.
Взяв ключи от машины Джефферсона, Макс направляется к Уоррену, который с несколькими людьми укрылся в закусочной «Два кита», спасаясь от торнадо. По дороге Макс слушает сообщение на автоответчике своего мобильника от Нейтана, оставленное ей им прошлым вечером, в котором он, находясь в полном отчаянии, признаётся во всём содеянном, в слезах просит прощения у Макс и говорит, что Джефферсон идёт за ним, и пытается предупредить её о маньяке. Добравшись до Уоррена, Макс рассказывает ему всю правду о своих способностях и тот выдвигает версию, что торнадо является результатом искривления пространства, вызванного перемещениями Макс во времени. Уоррен отдаёт Макс тот снимок, но прежде чем Макс на нём сконцентрировалась, он говорит, чтобы она берегла себя. В ответ Макс, в зависимости от прошлых выборов игрока, либо целует Уоррена, либо просто обнимает, либо ничего не делает и затем снова перемещается назад во времени. Предупредив Хлою, Макс, в зависимости от выбора игрока, может рассказать ей, что уже предприняла неудачную попытку изменить её жизнь в прошлом, что привело лишь к ещё большей трагедии и ужасному выбору, который ей пришлось сделать. Хлоя шокирована рассказом Макс об альтернативной реальности и тем, через что ей пришлось пройти ради неё. Она поверит Макс, если та будет честной и будет следовать её плану. Снова демонстрируются меняющиеся фотографии событий: девушки рассказывают обо всём Дэвиду и он вместе с полицией арестовывают Джефферсона прямо в фотостудии. Макс приходит в себя рядом с Хлоей у пляжа, куда приближается торнадо, и, увидев рядом живую Хлою, кидается ей в объятия. Увидев, что вернулась прежняя Макс, Хлоя говорит, что сама судьба не может их разлучить, но она поймёт, если Макс захочет уйти из её жизни после всего пережитого. Хлоя рассказывает Макс о том, что случилось после того, как они ушли с вечеринки. Макс с ужасом обнаруживает, что торнадо стал ещё ближе к городу и ещё больше. Хлоя решает укрыться возле того самого маяка, но тут Макс опять теряет сознание. Ей снится продолжительный кошмар, в котором показываются её самые страшные опасения (смерть, ссоры, предательство и т. д) и все яркие моменты, связанные с Хлоей. В конце него она встречается лицом к лицу с самой собой, где её внутреннее «я» пытается у неё выяснить, стоит ли Хлоя всех этих жертв.
Макс приходит в себя, когда Хлоя доносит её до маяка, а шторм уже почти настиг Аркадию-Бэй. Макс объясняет Хлое, что торнадо вызвали её способности, и признаёт своё поражение — сколько бы она ни пыталась использовать их на благо, снова и снова, всё, чего она добивалась, были только смерть и разрушения. Хлоя сначала пытается успокоить подругу словами о том, что Макс не просила этих способностей и все произошло так, как и должно, кроме того, что случилось с Рэйчел, но потом сама понимает первопричину всех последующих событий. Хлоя протягивает ей снимок с бабочкой, сделанный в туалете в тот день, и говорит, что это единственный шанс: Макс может вернуться в прошлое и не нарушить ход событий, пытаясь предотвратить её смерть от рук Нейтана. В ответ на категорические протесты Макс, Хлоя раскаивается в своём эгоизме и признаёт, что в Аркадии-Бэй есть, в отличие от неё, очень много людей, достойных жить, как её мать и даже отчим. Макс все равно говорит, что не променяет её ни на кого, но Хлоя отвечает, что возможно попытки Макс предотвратить её смерть всего лишь отсрочивали её неизбежную судьбу и напоминает ей, сколько раз она за эту неделю почти или на самом деле погибала. Хлоя говорит, что за эту неделю Макс сполна отдала ей всё, чего не давала все предыдущие годы, когда они были в разлуке, и какой бы выбор Макс ни приняла теперь, Хлоя будет считать его правильным.

### Финал
Если игрок решит спасти город, то девушки слёзно прощаются и Хлоя говорит, что их возобновлённая с Макс дружба за эти пять дней будет для неё самым лучшим прощальным подарком. Переместившись в прошлое Макс тихо плачет за кабинкой, когда Нейтан стреляет в Хлою. Под композицию «Spanish Sahara» следует видеоряд с меняющимися фотографиями всех событий за все пять эпизодов, демонстрирующих следующее: сразу после выстрела в туалет вбегает Дэвид и арестовывает Нейтана, тот на допросе в полиции сдаёт Джефферсона и того тоже арестовывают, Кейт Марш не пытается покончить с собой, Макс приходит в дом Прайсов поддержать убитых горем Джойс и Дэвида и те затем отдают ей вещи Хлои с фотокамерой Уильяма, Макс идёт одна к вершине маяка. Затем Макс, будучи одетой в траур, приходит в себя на том же самом месте возле маяка, где видит вместо торнадо красивый закат. После она идёт на похороны Хлои, где видит, как на её гроб садится голубая бабочка. Увидев её, Макс едва заметно улыбается.
Если игрок решит пожертвовать городом и спасти Хлою, то Макс со слезами на глазах рвёт фотографию, тем самым лишившись возможности вернуться в прошлое и остановить ураган. Подавленная Хлоя, осознав, что Макс ради неё пожертвовала в прямом смысле всем, подходит к Макс и обещает быть с ней всегда. Девушки берутся за руки, с грустью наблюдая за гигантской воронкой, подошедшей к побережью Аркадии-Бэй. Затем Макс отворачивается и крепко обнимает Хлою, не желая смотреть, как торнадо уничтожает их родной город. На рассвете показываются руины полуразрушенной Аркадии-Бэй, по которым бегают лани (ранее в игре Макс видит прозрачную лань на том месте, где найдут останки Рэйчел), и едущий среди обломков и остатков зданий бежевый пикап Хлои, на котором они с Макс уезжают из города навстречу своей судьбе.

## Актёры озвучивания
Основной состав:
- Ханна Телл — Макс Колфилд, Кортни Вагнер
- Эшли Бёрч — Хлоя Прайс, Стелла Хилл, Тейлор Кристенсен, Сара, странная женщина
- Ник Шрайнер — Нейтан Прескотт, Тревор, Дэниел ДаКоста, Люк Паркер
- Дэни Найтс — Виктория Чейз, Дана Уорд, Брук Скотт, доктор Хедора, автоответчик
- Карлос Луна — Уоррен Грэм, Джастин Уильямс, Эван Харрис
- Дэйанн Хаттон — Кейт Марш, Алисса Андерсон, Джульет Уотсон
- Дон МакМанус — Дэвид Мэдсен, Хейден Джонс, Логан Робертсон, дальнобойщик, мужчина у кафе, Андерсон Берри, ведущий новостей (Эпизод 2)
- Дерек Филлипс — Марк Джефферсон, Сэмюэль Тейлор, Закари Риггинс, рыбак, Дэниел Ли, ведущий новостей (Эпизод 3)
- Эрик Морган Стюарт — ректор Рэй Уэллс, полицейский, дальнобойщик, старик
- ПаШон Уилсон — профессор Мишель Грант
- Сисси Джонс — Джойс Прайс, бездомная женщина, женщина у кафе
- Дэниэл Бонжур — Фрэнк Бауэрс, Р. Дж. Макриди, мужчина в кафе, офицер Корн, диджей Doom
- Джо Охман — Уильям Прайс

Другие персонажи:
- Кристиан Дивайн
- Кевин Пупард

## Отзывы и продажи
| Сводный рейтинг | Сводный рейтинг |
| Агрегатор       | Оценка          |
| --------------- | --------------- |
| GameRankings    | 85,58 %         |

Первый эпизод Life Is Strange занял пятое место среди самых продаваемых игр для платформ PlayStation 3 и PlayStation 4 в феврале 2015 года. К июлю 2015 года было продано более 1,2 миллиона копий Life is Strange, что позволило ей стать одной из самых продаваемых игр 2015 года.
21 июля 2016 года первый эпизод Life Is Strange стал доступен бесплатно в библиотеках Steam, PlayStation и Xbox.
Летом 2018 года, благодаря уязвимости в защите Steam Web API, стало известно, что точное количество пользователей сервиса Steam, которые играли в первый эпизод хотя бы один раз, составляет 4 017 852 человека.

## Награды
| Дата | Награда                           | Категория                 | Номинанты и получатели       | Результат | Прим.  |
| ---- | --------------------------------- | ------------------------- | ---------------------------- | --------- | ------ |
| 2015 | Develop Industry Excellence Award | New Games IP — PC/console | Life Is Strange              | Победа    | [ 83 ] |
| 2015 | Develop Industry Excellence Award | Лучший сюжет              | Life Is Strange              | Победа    | [ 83 ] |
| 2015 | Golden Joystick Award             | Лучшая оригинальная игра  | Life Is Strange              | Номинация | [ 84 ] |
| 2015 | Golden Joystick Award             | Лучший сюжет              | Life Is Strange              | Номинация | [ 84 ] |
| 2015 | Golden Joystick Award             | Лучшая музыка             | Life Is Strange              | Номинация | [ 84 ] |
| 2015 | Golden Joystick Award             | Лучший игровой момент     | Спасение Кейт Марш           | Номинация | [ 84 ] |
| 2015 | Golden Joystick Award             | Игра года                 | Life Is Strange              | Номинация | [ 84 ] |
| 2015 | Golden Joystick Award             | Роль года                 | Эшли Бёрч, в роли Хлои Прайс | Победа    | [ 84 ] |
| 2016 | The British Academy Games Awards  | Лучшая инновационная игра | Life Is Strange              | Номинация |        |
| 2016 | The British Academy Games Awards  | Лучший оригинальный тайтл | Life Is Strange              | Номинация |        |
| 2016 | The British Academy Games Awards  | Лучшая актёрская игра     | Эшли Бёрч, в роли Хлои Прайс | Номинация |        |
| 2016 | The British Academy Games Awards  | Лучший сюжет              | Life Is Strange              | Победа    |        |
| 2016 | The British Academy Games Awards  | Лучшая игра               | Life Is Strange              | Номинация |        |